# Karl Türk (poslanec Říšské rady)
Karl Türk (1840 Krnov – 30. dubna 1908 Holčovice) byl rakouský lékař a politik německé národnosti ze Slezska, v 19. století poslanec Říšské rady.

## Biografie
Profesí byl lékařem. Od roku 1891 až do své smrti působil ve slezských Holčovicích. Publikoval články v denním tisku novinách a psal sociální romány a dramata.
V 80. letech 19. století se zapojil do celostátní politiky. Ve volbách do Říšské rady roku 1885 byl zvolen a zastupoval zde kurii venkovských obcí, obvod Opava, Bílovec atd. Do parlamentu se po jisté přestávce vrátil ve volbách do Říšské rady roku 1897, nyní za všeobecnou kurii, 1. volební obvod: Opava, Bruntál. V roce 1897 se profesně uvádí jako lékař a statkář, bytem Holčovice.
Kromě toho zasedal i jako poslanec Slezského zemského sněmu. Mandát na zemském sněmu zastával až do své smrti.
Politicky patřil k všeněmcům Georga von Schönerera a spolu s několika dalšími podobně orientovanými poslanci založil v roce 1887 v Říšské radě nacionalistický klub Deutschnationaler Verband. V roce 1890 se uvádí jako poslanec bez klubové příslušnosti, ovšem s poznámkou, že náleží do skupiny antisemitů. V roce 1889 přednesl na Říšské radě řeč, v níž kritizoval potlačování národních práv etnických Němců v Rakousku a použil v této souvislosti slovní spojení Irredenta Germanica. V roce 1898 publikoval osmdesátistránkový spis Böhmen, Mähren und Schlesien, v němž vylíčil dějiny Rakouska po roce 1848 jako sled nepřátelských kroků vůči Němcům, na němž měli mít podíl Češi, Židé, šlechta, katolický klérus a němečtí liberálové. Čechy označoval za slovansky mluvící Němce. Kandidoval neúspěšně i ve volbách do Říšské rady roku 1907.

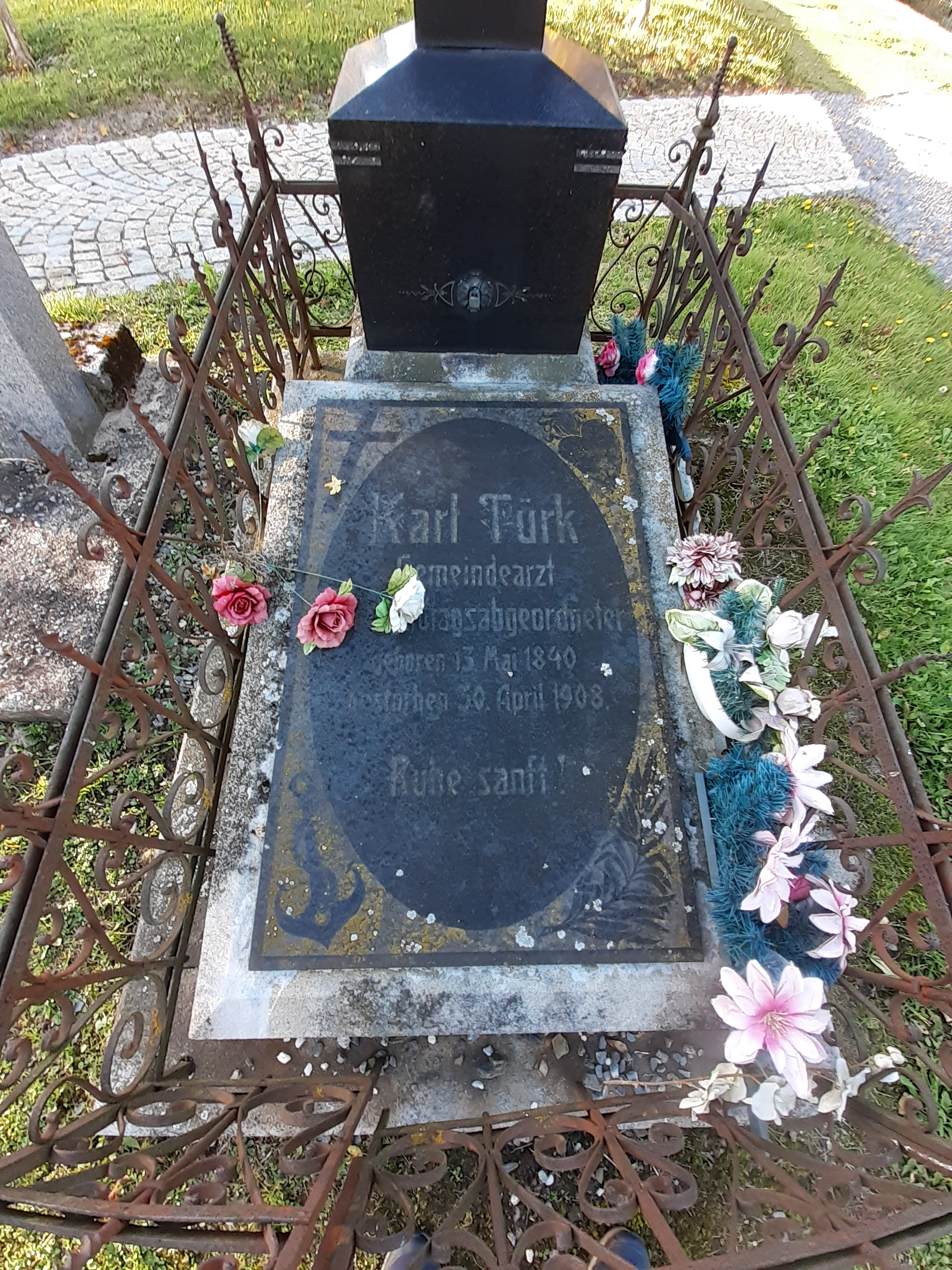
Náhrobek Karla Türka, hřbitov Holčovice

Karl Türk zemřel v dubnu 1908. Byl pohřben na hřbitově v Holčovicích.
Jeho syn z prvního manželství Wilhelm Türk (1871–1917) pracoval jako primář Josefovy nemocnice ve Vídni a pedagog na Vídeňské univerzitě. Byl odborníkem na hematologii. V medicíně se po něm jmenuje Türkův roztok.